# Мурдойоки
Мурдойоки — река в России, протекает по Муезерскому району Карелии. Впадает в озеро Минсъярви, соединяющегося с озером Ровкульским, связанного протокой с Большим Ровкульским). Длина реки составляет 41 км, площадь водосборного бассейна 349 км².
- В 12 км от устья, по правому берегу реки впадает река Редунийоки.
- В 1,4 км от устья, по правому берегу реки впадает река Немийоки.

Протекает через озёра Мурдоярви и Коккоярви.

## Данные водного реестра
По данным государственного водного реестра России относится к Балтийскому бассейновому округу, водохозяйственный участок реки — Реки Карелии бассейна Балтийского моря на границе РФ с Финляндией, включая оз. Лексозеро. Относится к речному бассейну реки Реки Карелии бассейна Балтийского моря.
Код объекта в государственном водном реестре — 01050000112102000010006.